# Yigal Al·lon
Yigal Al·lon (10 d'octubre de 1918 - 29 de febrer de 1980) fou Primer ministre d'Israel en funcions entre el 26 de febrer de 1969 i 17 de març de 1969 data que Golda Meïr el va substituir.
Fou un soldat i polític israelià, més conegut com l'arquitecte de l'Allon Pla, una iniciativa de pau que va formular després que Israel capturés el territori àrab en la Guerra dels Sis Dies del juny de 1967. Allon va ser un dels primers comandants del Palmah, una branca d'elit de l'Haganà, una organització militar sionista que representava la majoria dels jueus a Palestina després de la Primera Guerra Mundial. Durant la Segona Guerra Mundial va lluitar com a voluntari al costat de soldats britànics contra el Règim de Vichy al Líban i Síria. Després de la proclamació de la independència d'Israel, el 15 de maig de 1948, l'Haganà es va convertir en les Forces de Defensa d'Israel (IDF), i la retirada inicial d'Allon per situar el Palmah sota el comandament de l'IDF li va valer l'enemistat de David Ben-Gurion, el primer ministre d'Israel. Com a comandant del Palmah, Allon va combatre grans batalles contra els àrabs en diversos fronts durant la Primera guerra araboisraeliana. En prosseguir les forces egípcies del Nègueb al Sinaí, va capturar molts presoners de guerra, incloent el futur president d'Egipte, Gamal Abdel Nasser.
Allon va entrar a la política el 1955, sent elegit membre del Knesset, el parlament israelià. Va ocupar importants carteres als gabinets de Ben-Gurion, Leví Eixkol i Golda Meïr i va servir breument com a primer ministre en exercici el 1969.